# مت کوئن (هنرپیشه)
مت کوئن (انگلیسی: Matt Cohen؛ زادهٔ ۲۸ سپتامبر ۱۹۸۲) یک هنرپیشه اهل ایالات متحده آمریکا است. وی از سال ۲۰۰۰ میلادی تاکنون مشغول فعالیت بوده‌است.